# 江戶開城
江户开城是指日本江户时代末期（幕末）的庆应4年（1868年）的3月至4月11日间（旧历），旧幕府（德川宗家）在经过与明治新政府军队（东征大总督府）的一系列谈判后将江户移交给新政府的事件，雙方代表人物分別是新政府的西鄉隆盛與德川幕府的勝海舟。作为德川宗家大本营的江户城在无抵抗、不流血的情况下移交给新政府，成为象征新政府在同年至第二年间的戊辰战争的一系列战事中取得巨大优势的划时代事件。由於江戶是在雙方不開戰的情況下移轉給新政府，因此歷史上又常稱為「無血開城」。从谈判到开城的过程频繁成为小说、戏剧、电视剧和电影的题材。
※以下日期均以旧历（天保曆）表示。

## 背景

### 戊辰战争爆发与庆喜讨伐令
庆应3年（1867年）10月，根据大政奉还而把政权还给朝廷的第15代将军德川庆喜计划透過在即将成立的诸侯会议中担任议长来继续发挥其影响力。然而，12月上旬由讨幕派的公家岩仓具视、萨摩藩的大久保利通、西乡隆盛等人主导的王政复古大号令及其后的小御所会议均要求德川庆喜辞官纳地（辞去官职，归还领地）。德川庆喜只得暂时退回大阪城。然而由于公议政体派的山内容堂（前土佐藩主）、松平春嶽（前越前藩主）、德川庆胜（前尾张藩主）等人的努力，小御所会议决议的主要内容被删除。同时，德川庆喜也向各国公使宣称其继续拥有外交权。于是列侯会议派又渐渐卷土重来。此时，西乡隆盛只得使出非常手段来挑衅幕府方面。他任命江户萨摩藩邸的益满休之助、伊牟田尚平集结相乐总三等浪士在江户城中以放火、抢劫、行凶等方式进行骚扰。负责江户市内警备的庄内藩为此震怒；12月25日，萨摩藩和佐土原藩（萨摩支藩）的府邸发生纵火事件。
消息于12月28日传到大阪城，城中的强硬派反应激烈。主张必须讨伐萨摩藩的主战论高涨，携带着《讨萨表》的幕府军队于上京途中于庆应4年1月3日在鸟羽（京都）与萨摩藩军队发生冲突并进而演变成战事，史称鸟羽伏见之战。然而，幕府军在战局中陷入劣势。同时，明治天皇認定萨摩、长州藩一方的军队为官军并授予皇家軍旗，使幕府军成为“朝敌”。淀藩和津藩为此脱离了旧幕府军阵营。德川庆喜于6日抛弃军队逃离大阪城，乘军舰开阳丸由海路逃向江户。至此，鸟羽伏见之战以幕府完败告终。
新政府于7日对德川庆喜发出讨伐令，于10日对以德川庆喜、松平容保（会津藩主，原京都守护职）、松平定敬（桑名藩主，原京都所司代）为首的幕府内阁的27名朝敌处以剥夺官职、没收京都藩邸等惩罚，次日又针对各藩命令军队上京，之后于21日由外国事务总督东久世通禧向各国代表要求停止向德川方提供武器军舰供给、兵力输送、派遣军事顾问等援助。接受此要求的各国于25日宣布中立，在事实上认定了新政府军与之前作为同各国缔结条约的政府的德川家对等的交战方地位。